# Amândio de Azevedo
Amândio Anes de Azevedo (Faiões, Chaves, 24 de agosto de 1928) é um político português. Ocupou o cargo de Ministro do Trabalho e Segurança Social no IX Governo Constitucional.

## Biografia
Licenciou-se em Direito, pela Universidade de Lisboa, e dedicou a sua carreira à função pública — primeiro como jurista na Direção-Geral de Assistência e, posteriormente, como inspetor dos Serviços Prisionais.
Foi bolseiro do Instituto de Alta Cultura em diversas universidades europeias, realizando um trabalho de investigação, depois publicado, sobre a assistência social das prisões.
Já depois da Revolução de 25 de Abril de 1974, aderiu ao Partido Social Democrata, de que foi um militante destacado, fazendo parte dos órgãos diretivos nacionais desse partido.
Foi igualmente Ministro do Trabalho e da Segurança Social do IX Governo Constitucional, sendo Primeiro-Ministro Mário Soares, fruto de coligação entre o PSD de Carlos Mota Pinto e o PS de Soares.
A 9 de junho de 1993, foi agraciado com o grau de Grande-Oficial da Ordem do Mérito.

## Funções governamentais exercidas
- IX Governo Constitucional
  - Ministro do Trabalho e Segurança Social